# 屈策
屈策（？年—？年），字維勝，湖廣京山縣（今湖北省京山市）人。明朝政治人物。

## 生平
隆慶四年（1570年），孫鳴教中式庚午科湖廣鄉試舉人。任中州學正，萬曆八年（1580年）遷河南永城縣知縣。去官歸，家居四十年，卒年九十一。